# Thinking of You (bài hát của Katy Perry)
"Thinking of You" (tạm dịch: "Nghĩ về anh") là một bài hát được viết và thu âm bởi ca sĩ kiêm nhạc sĩ người Mỹ Katy Perry từ album phòng thu thứ hai của cô, One of the Boys (2008). Nó được sản xuất bởi Butch Walker, và phát hành vào ngày 12 tháng 1 năm 2009 dưới dạng đĩa đơn thứ ba của album. "Thinking of You" nói về một cuộc chia tay trong đó Perry không muốn tiếp tục nhưng không có sự lựa chọn và cảm thấy luyến tiếc người yêu trước khi quan hệ với người đàn ông khác.
Bài hát đạt vị trí thứ 29 trên bảng xếp hạng Hot 100 của Billboard Hoa Kỳ, trở thành đĩa đơn duy nhất của album không thể lọt vào Top 10 tại Hoa Kỳ và đạt vị trí thứ 27 tại Vương quốc Anh. Có hai video âm nhạc được phát hành cho bài hát. Video đầu tiên được phát hành vào năm 2007, hiện lên 2 hình ảnh Perry trong hai phòng khác nhau, đen và trắng, và được chỉ đạo bởi một người bạn của cô. Thứ hai là bản phát hành thương mại vào năm 2009, lấy bối cảnh vào những năm 1940 và có Perry đóng vai một người phụ nữ mất người yêu, một người lính (do Matt Dallas thủ vai), trong trận chiến trong Chiến tranh thế giới thứ hai. Perry bắt đầu chơi bài hát trong hợp đồng biểu diễn từ đầu năm 2006, và thể hiện bài hát này trong tất cả các chuyến lưu diễn của mình: Hello Katy Tour, California Dreams Tour, Prismatic World Tour và Witness: The Tour.
Bài hát đã trở thành nhạc phim cho bộ phim quốc tế Ấn Độ, a Love Story, telenovela của Brazil và trở nên thành công nhất ở Brazil.

## Danh sách bài hát
- Đĩa CD quảng cáo của Anh[1]

1. "Thinking of You" (radio edit) - 3:58
2. "Thinking of You" (album version) - 4:08
3. "Thinking of You" (live acoustic) - 4:51
4. "Thinking of You" (instrumental) - 4:13

- Đĩa đơn châu Âu[1][2]

1. "Thinking of You" (album version) - 4:09
2. "Thinking of You" (live acoustic) - 4:51

## Xếp hạng
| Bảng xếp hạng (2009)                  | �Vị trí cao nhất |
| ------------------------------------- | ---------------- |
| Úc (ARIA)                             | 34               |
| Áo (Ö3 Austria Top 40)                | 18               |
| Bỉ (Ultratip Flanders)                | 9                |
| Bỉ (Ultratip Wallonia)                | 14               |
| Canada (Canadian Hot 100)             | 24               |
| Cộng hòa Séc (Rádio Top 100)          | 12               |
| Châu Âu Hot 100 Singles (Billboard)   | 20               |
| Pháp (SNEP)                           | 11               |
| Đức (GfK)                             | 19               |
| Ireland (IRMA)                        | 38               |
| Ý (FIMI)                              | 14               |
| Hà Lan (Dutch Top 40)                 | 18               |
| Slovakia (Rádio Top 100)              | 37               |
| Thụy Điển (Sverigetopplistan)         | 29               |
| Thụy Sĩ (Schweizer Hitparade)         | 45               |
| Anh Quốc (OCC)                        | 27               |
| Hoa Kỳ Billboard Hot 100              | 29               |
| Hoa Kỳ Adult Contemporary (Billboard) | 26               |
| Hoa Kỳ Adult Pop Airplay (Billboard)  | 11               |
| Hoa Kỳ Pop Airplay (Billboard)        | 17               |

| Bảng xếp hạng (2009)            | Vị trí |
| ------------------------------- | ------ |
| Brazil (Brasil Hot 100 Airplay) | 10     |
| Brazil (Brasil Hot Pop Songs)   | 5      |

| Quốc gia | Chứng nhận | Số đơn vị/doanh số chứng nhận |
| --- | ---------- | ----------------------------- |
| Brasil (Pro-Música Brasil) | Platinum   | 100,000*                      |
| Canada (Music Canada) | Platinum   | 40.000*                       |
| Anh Quốc (BPI) | Silver     | 200.000‡                      |
| Hoa Kỳ (RIAA) | Platinum   | 1,100,000                     |
| * Chứng nhận dựa theo doanh số tiêu thụ. ^ Chứng nhận dựa theo doanh số nhập hàng. ‡ Chứng nhận dựa theo doanh số tiêu thụ và phát trực tuyến. |            |                               |

## Lịch sử phát hành
| Quốc gia       | Ngày                     | Định dạng                        |
| -------------- | ------------------------ | -------------------------------- |
| Hoa Kỳ         | Ngày 12 tháng 1 năm 2009 | Đài phát thanh thịnh hành        |
| Hoa Kỳ         | Ngày 10 tháng 2 năm 2009 | Đài phát thanh AC hot            |
| Đức            | Ngày 20 tháng 2 năm 2009 | Đĩa đơn CD                       |
| Toàn cầu       | Ngày 24 tháng 2 năm 2009 | Bản phối lại kỹ thuật số EP      |
| Vương quốc Anh | Ngày 9 tháng 3 năm 2009  | Tải xuống kỹ thuật số và đĩa đơn |
| Úc             | Ngày 14 tháng 3 năm 2009 | Đĩa đơn CD                       |
| Pháp           | Ngày 30 tháng 3 năm 2009 | Đĩa đơn CD                       |